# Opisthodicrus
Opisthodicrus is een geslacht van rechtvleugeligen uit de familie sabelsprinkhanen (Tettigoniidae). De wetenschappelijke naam van dit geslacht is voor het eerst geldig gepubliceerd in 1890 door Karsch.

## Soorten
Het geslacht Opisthodicrus  is monotypisch en omvat slechts de volgende soort:
- Opisthodicrus cochlearistylus (Karsch, 1891)